# Sorpasso (économie)
Le terme italien « sorpasso » (en français « dépassement ») fut forgé pour indiquer le dépassement du PIB britannique par celui de l’Italie en 1987. Cet évènement fit de l’Italie la sixième puissance économique mondiale après les États-Unis, l’Union Soviétique, le Japon, l’Allemagne et la France. Le dépassement fut le résultat du réajustement des méthodes d’analyse statistique du gouvernement italien et également de l’apogée de la politique d’endettement public des gouvernements des années 1980 (dirigés par Bettino Craxi et ses alliés de la Démocratie Chrétienne). Deux autres dépassements (en italien, sorpassi) eurent ensuite lieu en 1991 et en 2009.

## Le «sorpasso» de 1987
Quand le PIB italien augmenta de 18% grâce à un « tour de passe-passe statistique », (expression utilisée par le magazine The Economist, l’un des plus importants hebdomadaires financiers et économiques du monde), l’Italie dépassa la Grande-Bretagne quant au produit intérieur brut et elle devint ainsi la sixième nation la plus riche du monde, après les États-Unis, l’Union Soviétique, le Japon, l’Allemagne et la France. Toutefois, ce que l’on appelle « sorpasso » fut bientôt annulé par la remontée immédiate du revenu par habitant britannique et notamment par une livre sterling forte.
Si l’on exclut du calcul l’Union Soviétique, l’Italie de l’époque était et est toujours considérée parfois comme la « cinquième puissance » économique du monde (occidental).

## Le «sorpasso» de 1991: L’Italie devient la quatrième puissance mondiale
Le 15 mai 1991, le ministre des Affaires étrangères Gianni De Michelis rapporta que, selon le rapport élaboré par la société Business International (à l’époque société du groupe de The Economist) et envoyé par De Michelis même au président du Conseil Giulio Andreotti, l’Italie était devenue la quatrième puissance industrielle du monde, devant la France et la Grande-Bretagne. En particulier, cette analyse ne considérait pas l’URSS, qui était désormais au bord de l’effondrement. Selon ce rapport du Business International, en 1990, l’Italie était devenue le quatrième pays le plus industrialisé du monde, après les États-Unis, le Japon et l’Allemagne. En effet, le PIB (le produit intérieur brut, c’est-à-dire la somme des biens et des services finaux produits sur le territoire) aux prix courants de l’Italie avait atteint une valeur de 1.268 milliards de dollars contre 1.209 milliards de la France et 1.087 milliards de la Grande-Bretagne. L’estimation fut ensuite révisée à la baisse à cause du déficit important des comptes publics italiens. Pendant les années 1990, le PIB italien fut ainsi dépassé tant par la France que par le Royaume-Uni. Pendant cette même période, l’Italie vécut une situation de stagnation économique. En effet, la croissance de l’économie italienne atteignit en moyenne une valeur annuelle seulement de 1,23% contre la moyenne européenne de 2,28%.

## Le «sorpasso» de 2009
Un nouveau « sorpasso » du PIB britannique par celui de l’Italie, exactement comme en 1987, a eu lieu en 2009. Déjà au mois de mars 2009, The Economist avait rapporté avec insistance un premier dépassement de la Grande-Bretagne par l’Italie en matière de revenu par habitant,. Selon les estimations de The Economist Intelligence Unit, si l’on mesurait le PIB au taux de change courant, en 2009, la Grande-Bretagne était descendue à la 12e place dans le classement de l’Europe des Quinze et elle était suivie seulement par l’Espagne, la Grèce et le Portugal. Par contre, l’Italie occupait la onzième place. Toutefois, par rapport à l’année 1987, cette fois-ci le dépassement fut plus significatif parce que, seulement en 2007, le PIB par habitant de la Grande-Bretagne atteignait une valeur de 46.030 livres sterling, 27% en plus par rapport au PIB par habitant italien (36.140 livres sterling). 
L’ambassadeur italien à Londres de l’époque, Giancarlo Aragona, à ce propos, parla d’un deuxième dépassement. Selon The Economist, la chute de la livre sterling de 29%, par rapport à ses plus hauts niveaux de janvier 2007, avait changé la situation  et, grâce au renforcement de l’euro par rapport à la livre sterling, le dépassement avait pu avoir lieu. En particulier, en 2009, le PIB par habitant italien était de 35 390 euros, contre 32 890 euros du PIB par habitant britannique. Quelques mois plus tard, l’Italie dépassa la Grande-Bretagne également quant au PIB nominal. Le 6 novembre 2009, le Premier ministre italien de l’époque, Silvio Berlusconi, lors d’un discours au Conseil des ministres, annonça que l’Italie était le sixième pays le plus riche du monde et le troisième en Europe. En effet, son PIB avait désormais dépassé celui de la Grande-Bretagne, marquée plus que d’autres par la crise, vu que son économie est fondée sur la finance,,. De plus, dans son discours, il disait que l’Italie était le troisième contribuable de l’Union européenne et le sixième pour les Nations unies,. Les estimations de l’Office for National Statistics et de Citigroup confirment ce nouveau dépassement : au troisième semestre 2009, le PIB italien a atteint une valeur de 350 milliards de livres sterling, contre 347,5 du PIB britannique.